# Падуриш (Салаж)
Падуриш (рум. Păduriș) насеље је у Румунији у округу Салаж у општини Хида. Oпштина се налази на надморској висини од 419 m.

## Становништво
Према подацима из 2002. године у насељу је живело 65 становника, од којих су сви румунске националности.